# Шевченкове (селище, Куп'янський район)
Шевченкове (до 1922 року — Булацелівка) — селище в Україні, адміністративний центр Шевченківської селищної громади Куп'янського району Харківської області.

## Географія

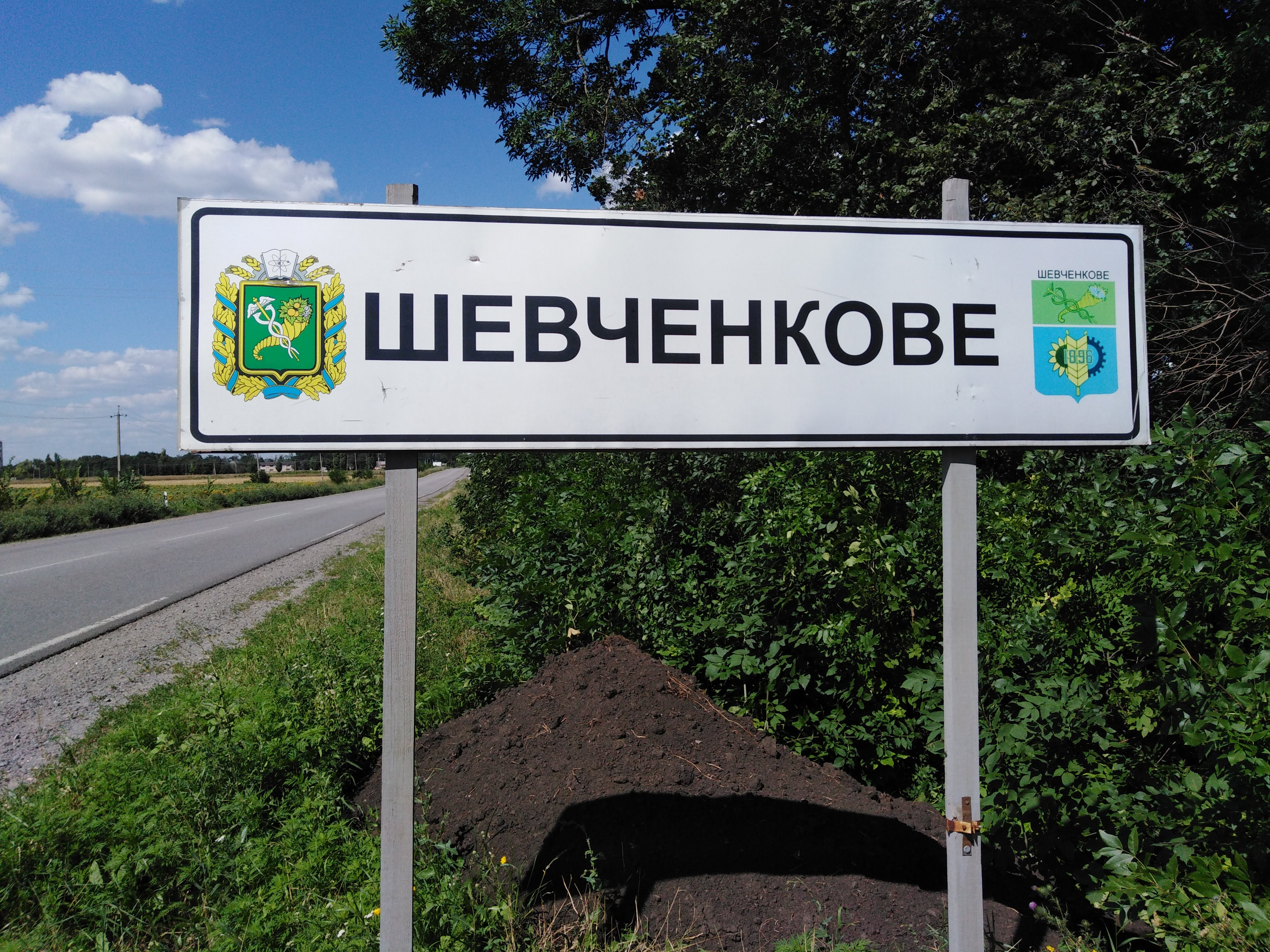
Знак на в'їзді в селище

Селище Шевченкове розташоване між річками Великий Бурлук та Середня Балаклійка (за 4-5 км). До селища примикають села Зорянське та Огурцівка. Через селище проходять автошляхи територіального та національного значення Н26, Т 2110 та залізниця, станція Шевченкове-Південне.

## Історія

### Заснування
У 1896 році поселення було засноване як село Булацелівка, Старовірівської волості, Куп'янський повіт, Харківська губернія, Російська імперія. У 1896 році була побудована залізнична  станція Булацелівка, навколо якої на початку XX століття на землях булацьких поміщиків, які володіли величезними земельними масами на території колишнього Шевченківського району, виник хутір Булацелівка.
Назва населеного пункту походить від прізвища поміщика Булацеля, уродженця румунських бояр, який володів землями в цьому місці.
Виникнення ферми Булацелівка пов'язано з будівництвом залізниці Харків — Куп'янськ, яке закінчилося у 1899 році.
На станції з'явилися станційні будівлі і ряд будівель, що належали купцям. Станом на 1905 рік тут було сім комор та чимало крамниць. Тоді ж на фермі почали оселятися селяни, а також ремісники: ковалі, мигалки і кравці. У 1914 році в Булацелівці налічувалося близько 100 жителів. В результаті Столипінської реформи  посилилося розшарування серед селян Булацелівки. Бідняки все більше розорялися, а їх землі переходили в руки багатих поміщиків.

### Українська революція
У 1917—1921 роках, в Булацелівці влада неодноразово переходила з рук в руки, постійно була загроза нападу численних банд. Після повалення російського самодержавства в лютому 1917 року становище в краї спочатку контролював Тимчасовий уряд, у листопаді-грудні 1917 року — Центральна Рада, а наприкінці грудня — більшовики. У ході українських визвольних змагань Булацелівка стала частиною проголошеної ІІІ Універсалом Української Народної Республіки у складі адміністративно-територіальної одиниці Донеччина. У квітні 1918 Булацелівка опиняється під контролем УНР. На початку 1919 року, протягом Другої радянсько-української війни, більшовики відновили контроль над територією, та в липні вони змушені були відступити під натиском білогвардійських військ генерала Денікіна. Лише в грудні 1919 року, після важких боїв з денікінцями Червона армія тимчасово встановила свою владу в Шевченковому.

### Радянський період
У 1922 році Булацелівку перейменували на честь українського поета Тараса Шевченка в Шевченкове.
У 1935 році отримує статус районного центру. 25 лютого 1935 року почався випуск районної газети. У 1941 році в селі проживало 2624 людини.
Під час Другої світової війни, 22 лютого 1942 року, селище було окуповане німецькими військами, 4 лютого 1943 року звільнено радянськими військами. На момент звільнення населення становило всього 250 осіб. 
1 липня 1957 року село Шевченкове отримало статус селища міського типу, в 1962 році втратило статус районного центру (через розпуск Шевченківського району), 1 січня 1965 року знову отримало статус районного центру.
У 1966 році його населення становило 2812 осіб.
У 1978 році найбільшим підприємством села був комбінат хлібопродуктів.

### Незалежна Україна
12 червня 2020 року, відповідно розпорядженню № 725-р Кабінету Міністрів України «Про визначення адміністративних центрів та затвердження територій територіальних громад Харківської області», утворена Шевченківська селищна громада.
17 липня 2020 року, в результаті адміністративно-територіальної реформи та ліквідації Шевченківського району, селище увійшло до складу Куп'янського району.

### Російсько-українська війна
7 вересня 2022 року, в результаті контрнаступу, Шевченкове було звільнене Збройними силами України від російських окупаційних військ.

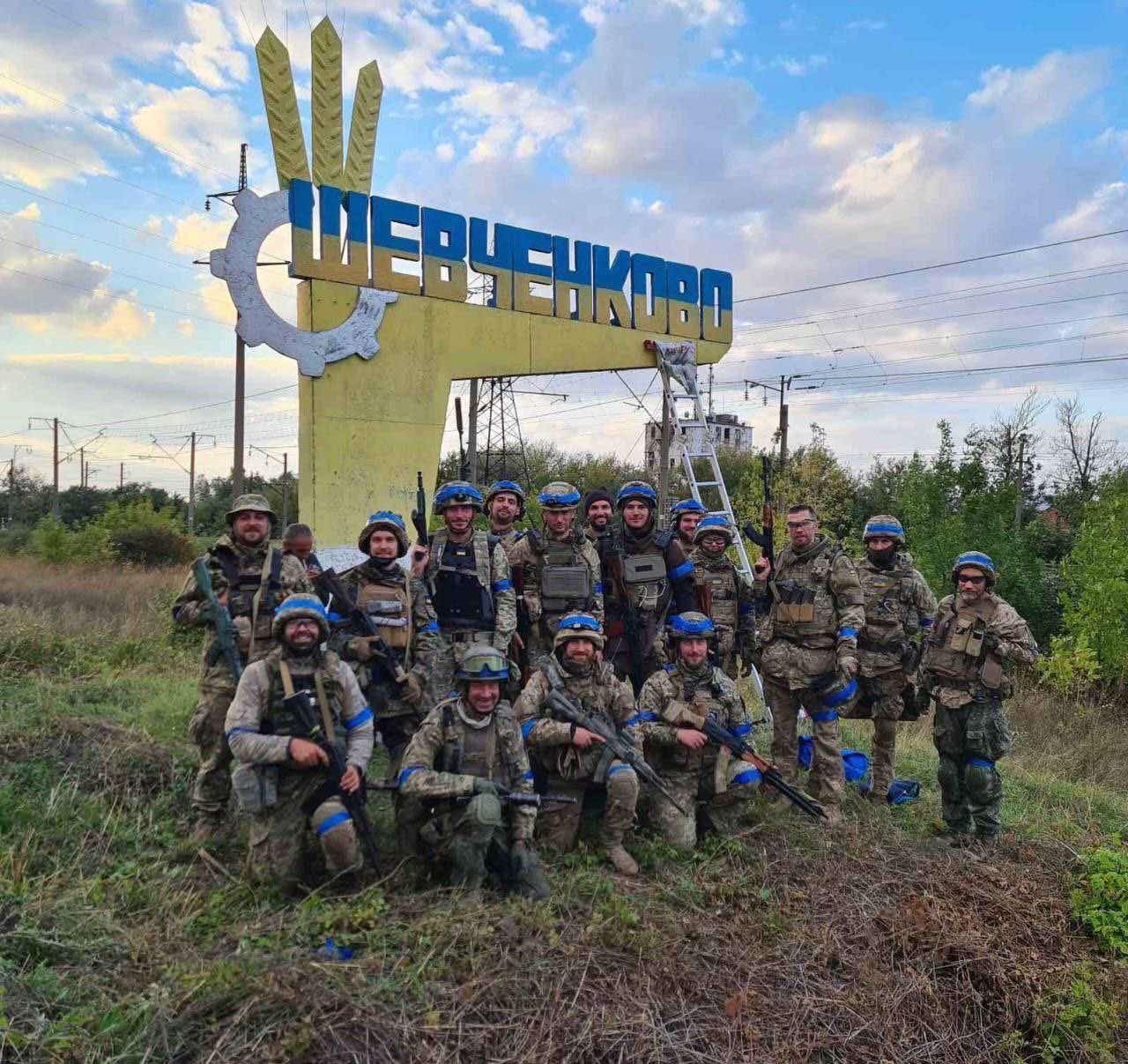
Бійці територіальної оборони України біля в'їзного знаку у звільненому селищі зі сторони Куп'янська(вересень 2022 року)

4 жовтня, вранці, російські окупанти обстріляли селище ракетами із зенітно-ракетного комплексу С-300, в результаті були пошкоджені приватні будинки.
13 листопада, увечері, відбувся обстріл селища ракетами із зенітно-ракетного комплексу С-300, в результаті були пошкоджені школи, багатоповерхові будинки та будинок культури. 
Вранці 9 січня 2023 року відбувся черговий обстріл селища зі сторони російських військових, був обстріляний місцевий ринок, відомо про 1 загиблого та 7 постраждалих.
19 грудня 2024 військові РФ вдарили по Шевченковому ракетою "Іскандер-М". Пошкоджено більше десяти приватних житлових будинків, паркани, гаражі. Відомо про трьох загиблих та трьох поранених.
Близько третьої години ночі 4 квітня 2025 було завдано удару з застосуванням БПЛА по території непрацюючого підприємства в селищі Шевченкове, внаслідок чого зазнали значних пошкоджень десятки квартир та будинків.
14 квітня 2025 року близько 12:55 двоє людей зазнали смертельних поранень внаслідок обстрілу з реактивної системи залпового вогню Шевченкового. Окрім двох загиблих, ще одна жінка 38 років зазнала гострої реакції на стрес.

## Економіка
- Комбікормовий завод.
- ТОВ «Шевченківський завод продтоварів».
- ТО.  «Шевченківський світанок».
- ПАТ «Шевченківська агротехніка».
- Шевченківська інкубаторна станція.Адміністративна будівля та центральна площа селища

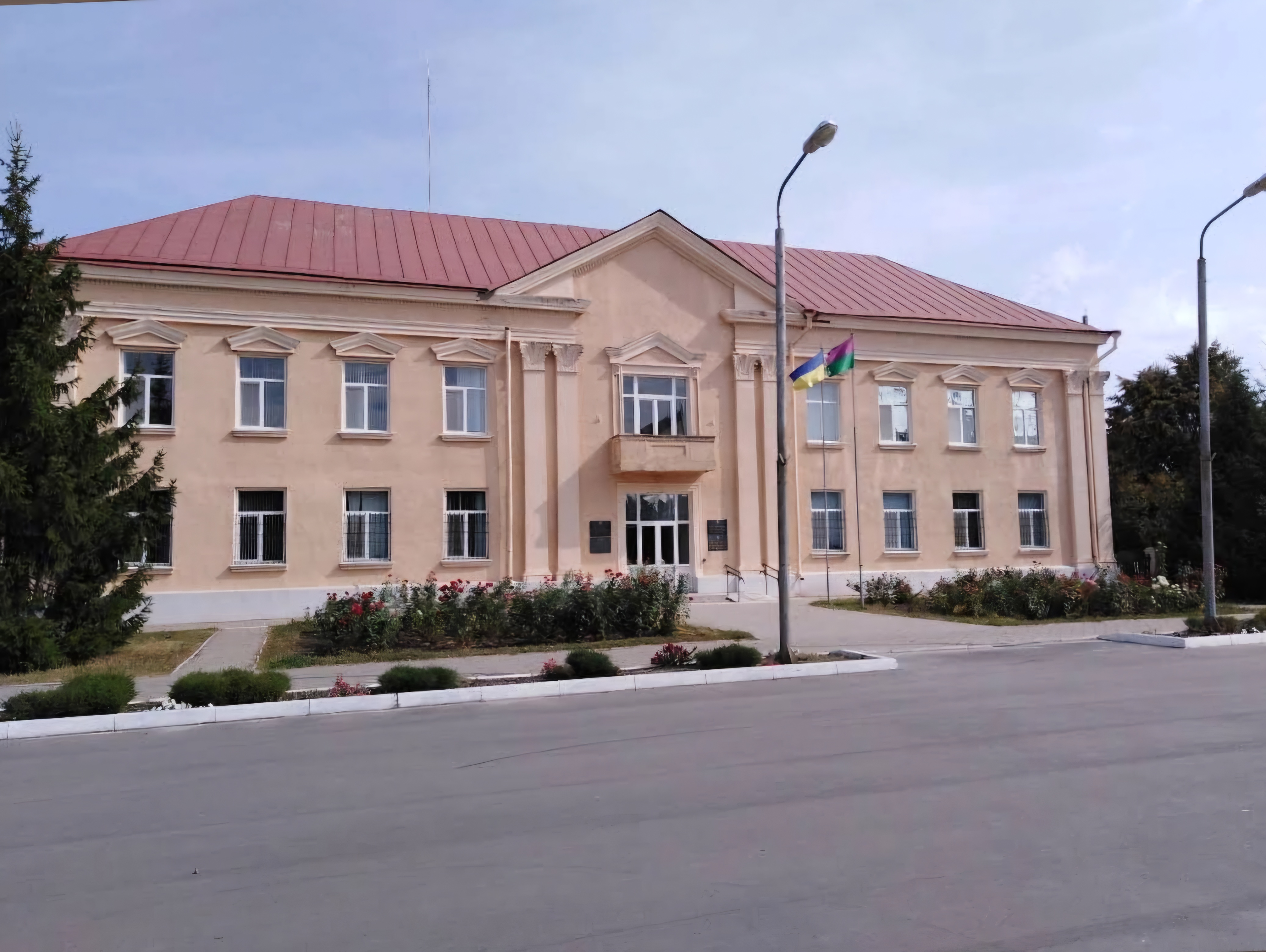
Адміністративна будівля та центральна площа селища

- Шевченківська харчосмакова фабрика.
- ТОВ «Племзавод „Шевченківський“».
- ПАТ «Шевченківський комбінат хлібопродуктів».
- Шевченківська райспоживспілка.
- Шевченківський ковбасний цех.

## Населення
З переписом 2001 року населення селища складало 7306 осіб, на 1 січня 2013 року — 7100 осіб. На лютий 2024 — 3960 осіб.

### Мова
Розподіл населення за рідною мовою за даними перепису 2001 року:
| Мова            | Кількість | Відсоток |
| --------------- | --------- | -------- |
| українська      | 6692      | 91.60%   |
| російська       | 570       | 7.80%    |
| вірменська      | 16        | 0.22%    |
| білоруська      | 13        | 0.18%    |
| румунська       | 4         | 0.05%    |
| інші/не вказали | 11        | 0.15%    |
| Усього          | 7306      | 100%     |

## Мова
Мова населення, згідно з переписом 2001 року: українська (91,6 %). Невелика кількість розмовляє також російською (7,8 %) та вірменською (0,22 %).

## Соціальна сфера
Освіта в селищі представлена дитячим дошкільним навчальним закладом, двома школами, аграрним ліцеєм

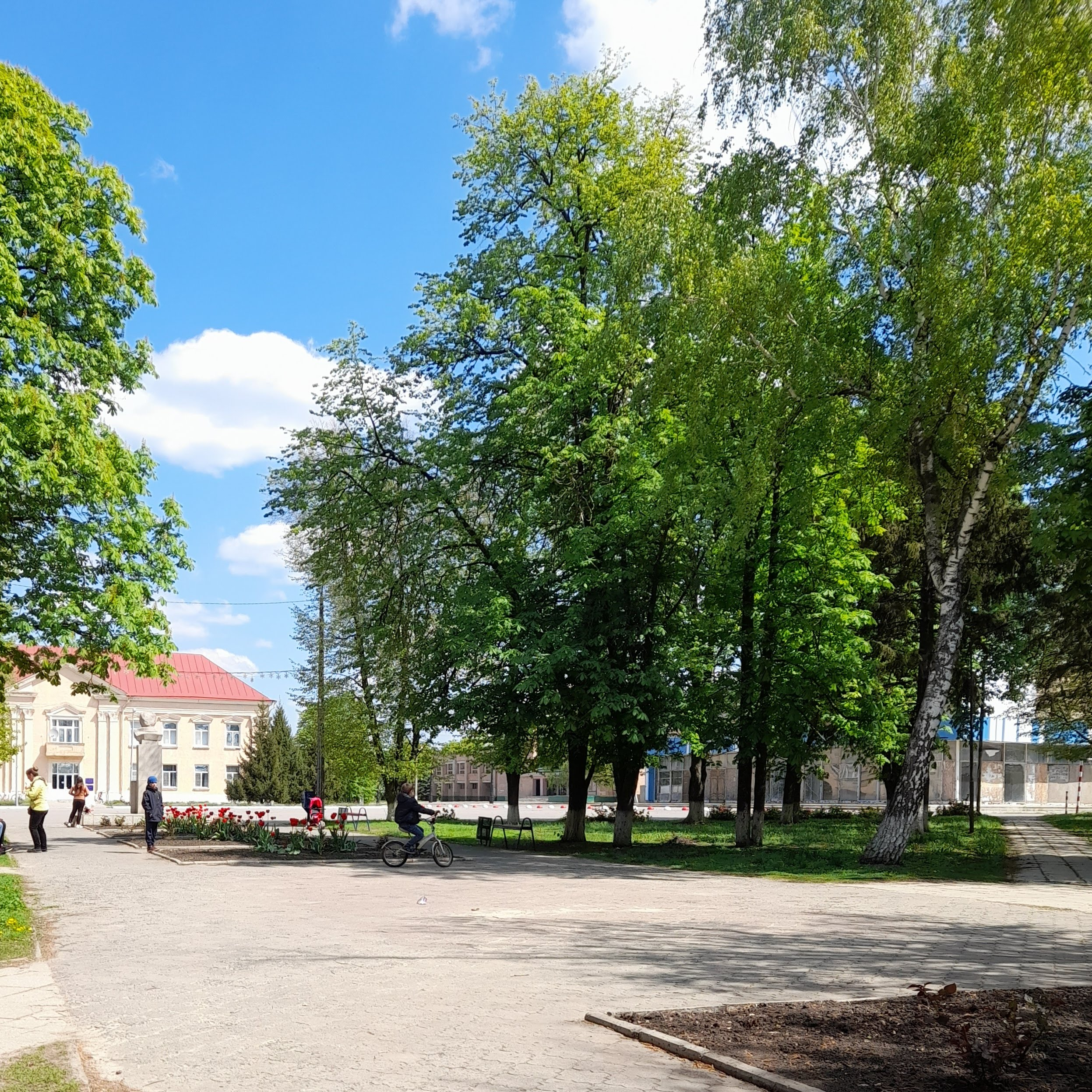
Центральний парк селища

- Дошкільний навчальний заклад (ясла-садок) "Калинка"
- Шевченківський Ліцей №1
- Шевченківський Ліцей
- Шевченківський професійний аграрний ліцей
- Шевченківський дитячий будинок-інтернат
- Будинок культури, бібліотека, музей.
- Центральна районна лікарня.
- Станція швидкої медичної допомоги
- Поліклініка
- Станція ДСНС
- Стадіон «Колос».

## ЗМІ
ЗМІ в селищі представлені газетами «Краєвид» та «Регіон». Також присутнє місцеве радіо "Говорить Шевченкове"

## Пам'ятні місця

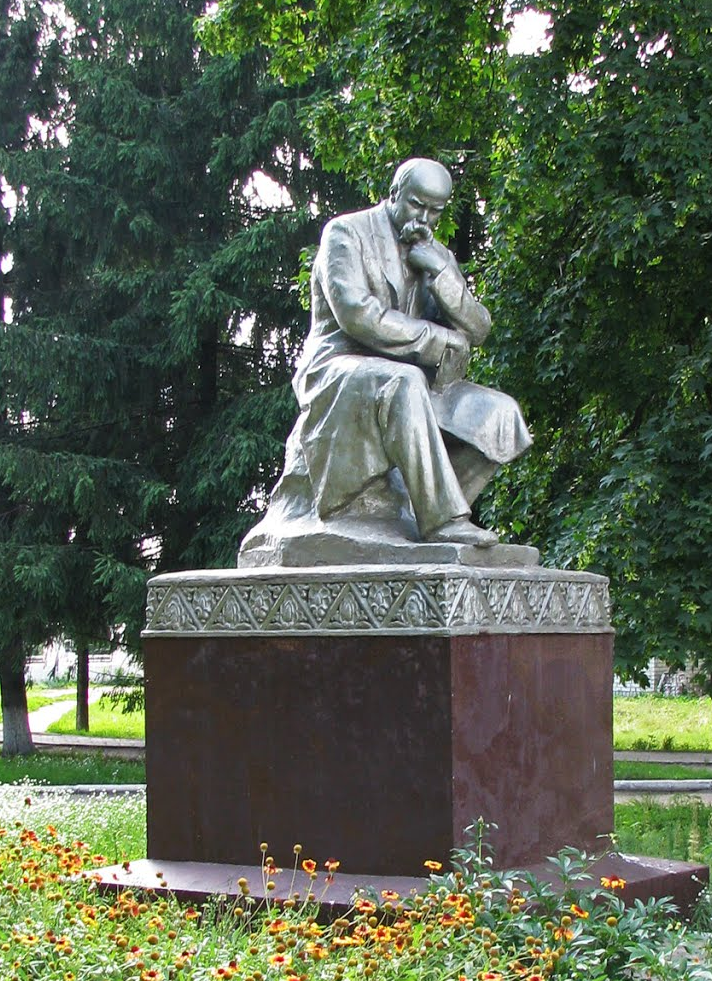
Пам'ятник Тарасові Шевченку біля залізничного вокзалу

- Братська могила радянських воїнів та пам'ятний знак воїнам-землякам. Поховано 236 воїнів. На могилі в 1975 році проведена капітальна реконструкція та створений меморіальний комплекс. На меморіалі також присутні пам'ятники "Захисникам України" та жертвам аварії на ЧАЕС.
- Пам'ятник на в'їзді в селище радянським воїнам-визволителям (1983)
- Пам'ятник Тарасові Шевченку (встановлений у 1957 році біля залізничної станції Шевченкове-Південне)
- Пам'ятник Тарасові Шевченку (встановлений у 2001 році в центральному парку).

## Релігія
- Храм Святої Трійці Української Православної церкви

## Галерея

Ліцей
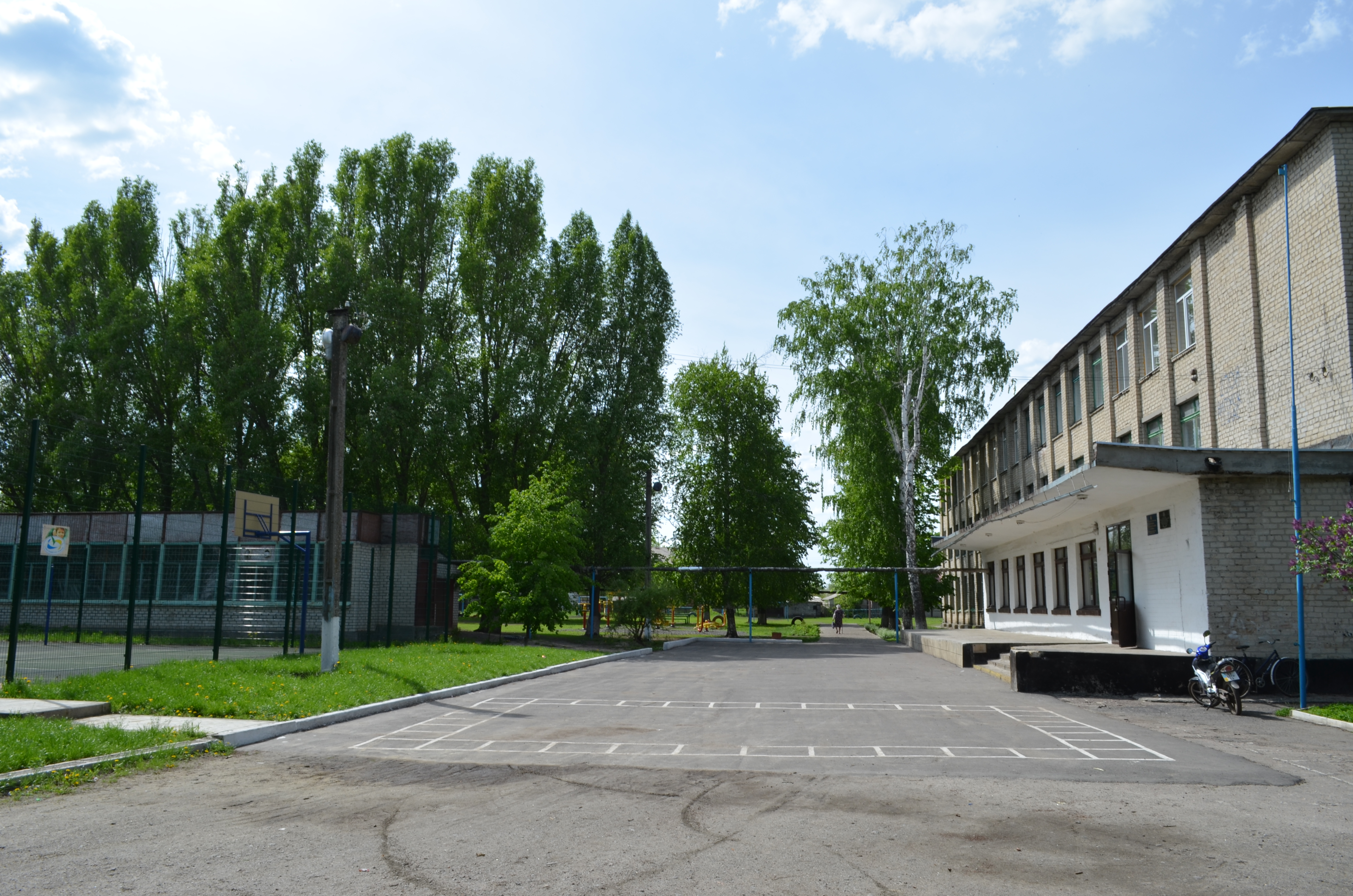
Ліцей № 1
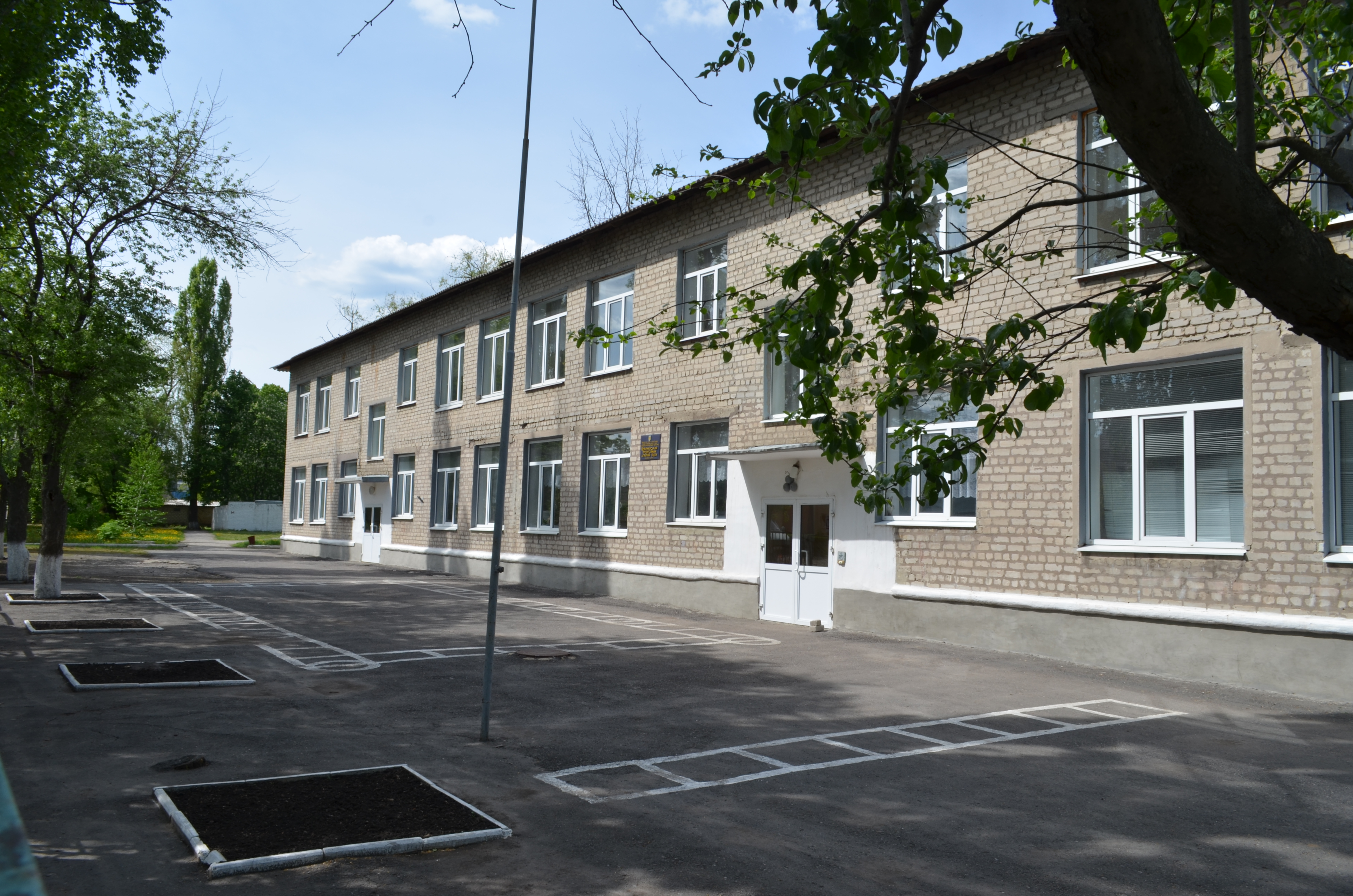
Професійний аграрний ліцей
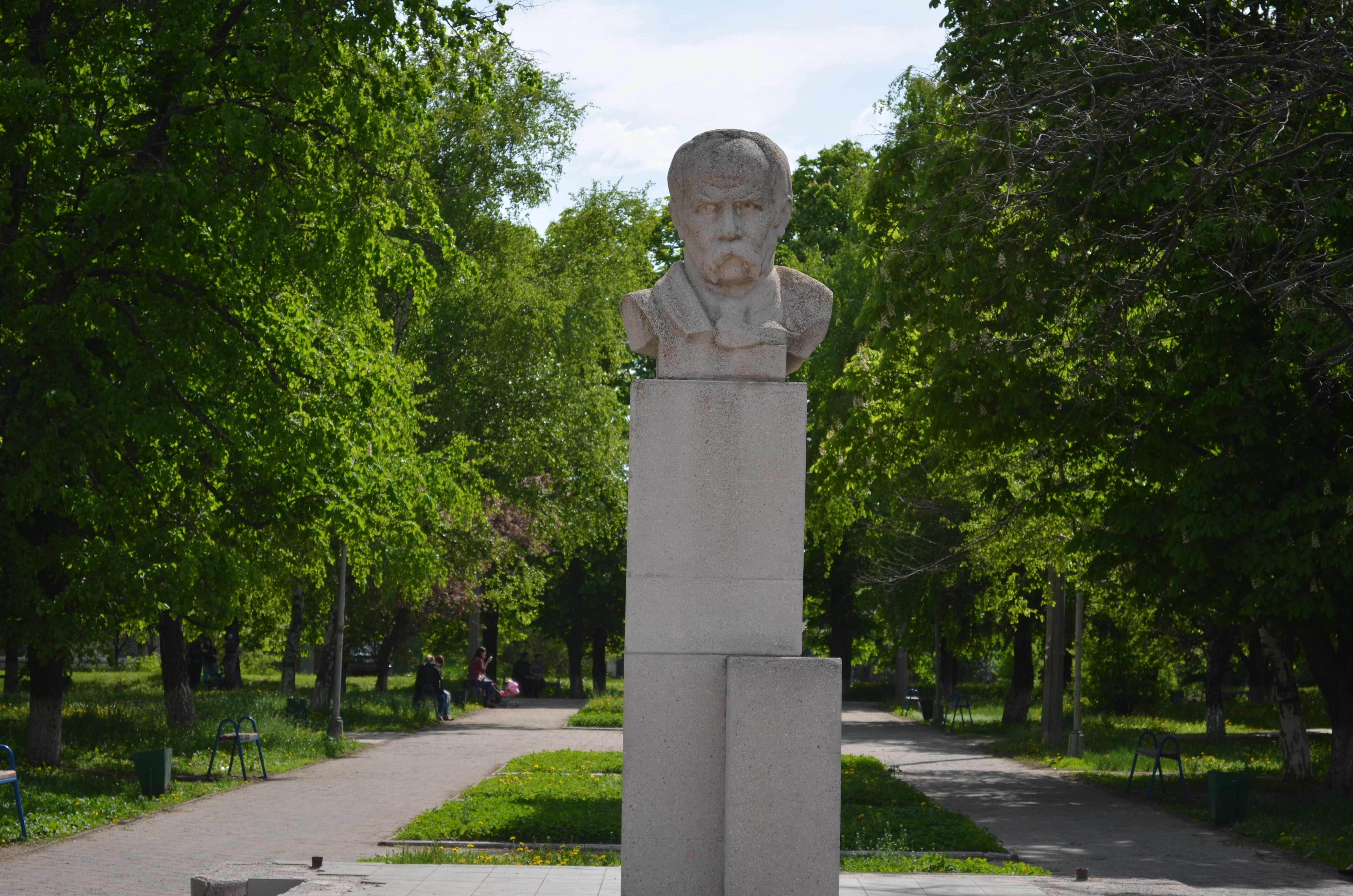
Погруддя Тараса Шевченка у центральному парку
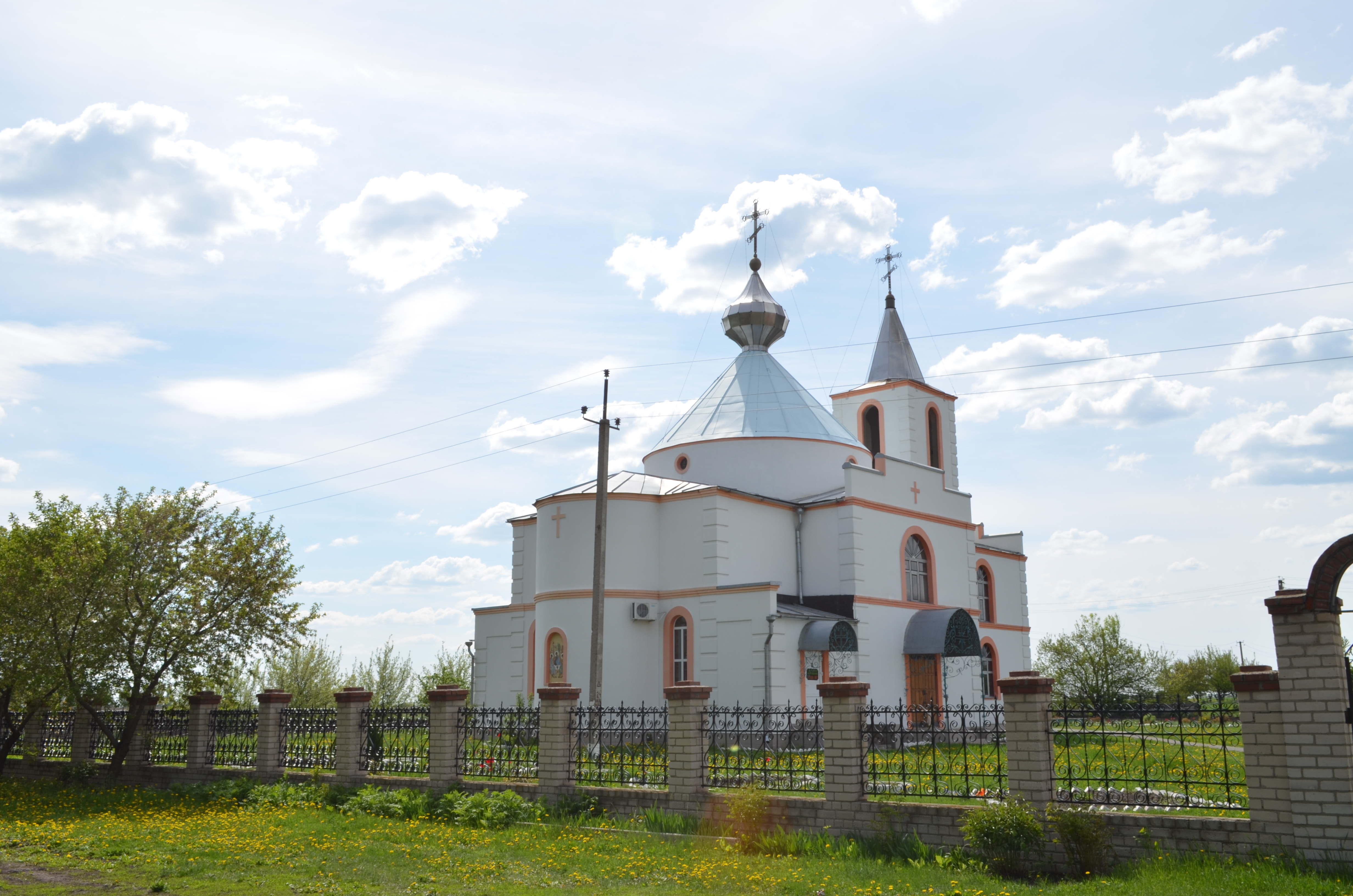
Свято-Троїцький храм
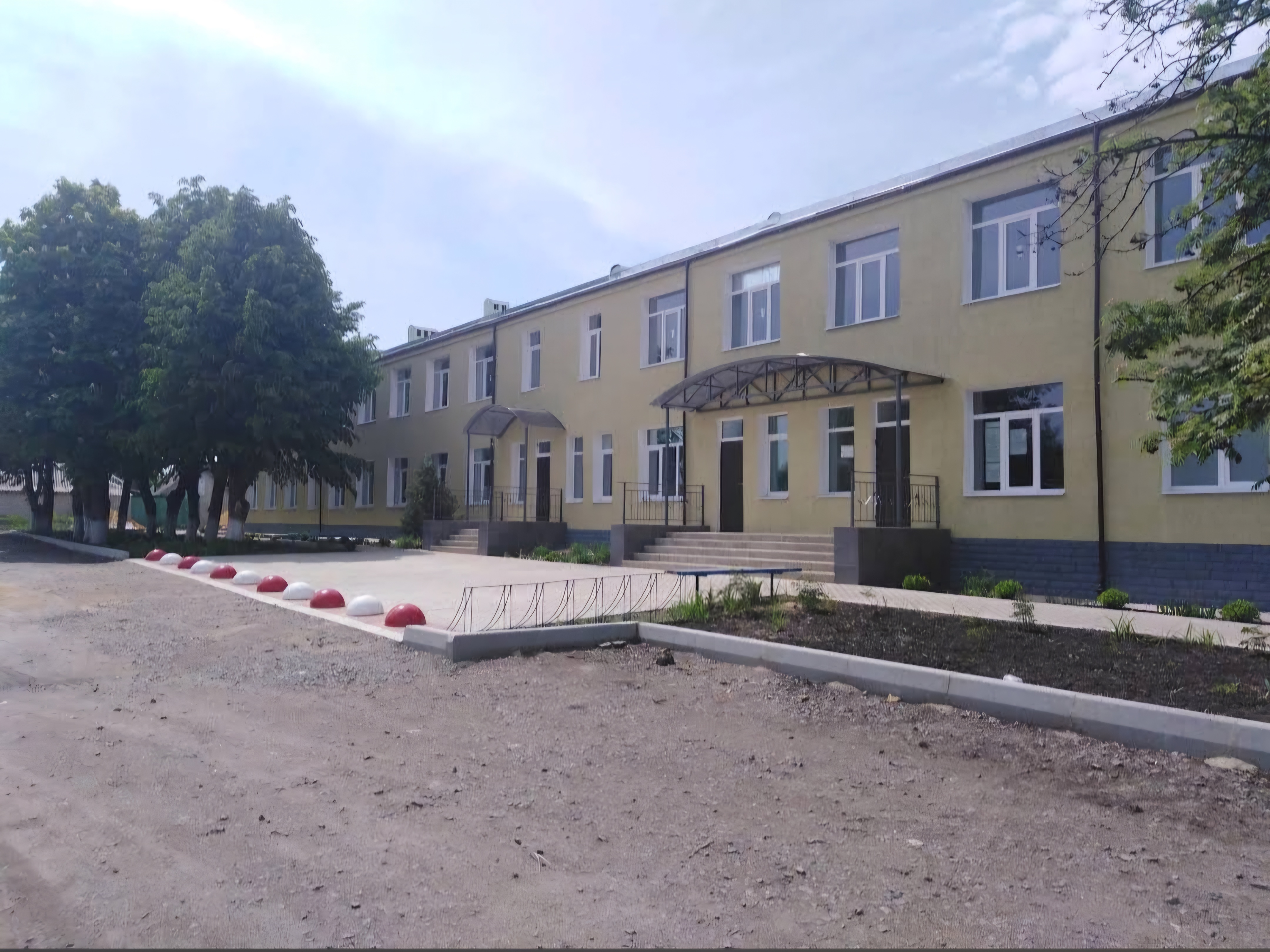
Поліклініка
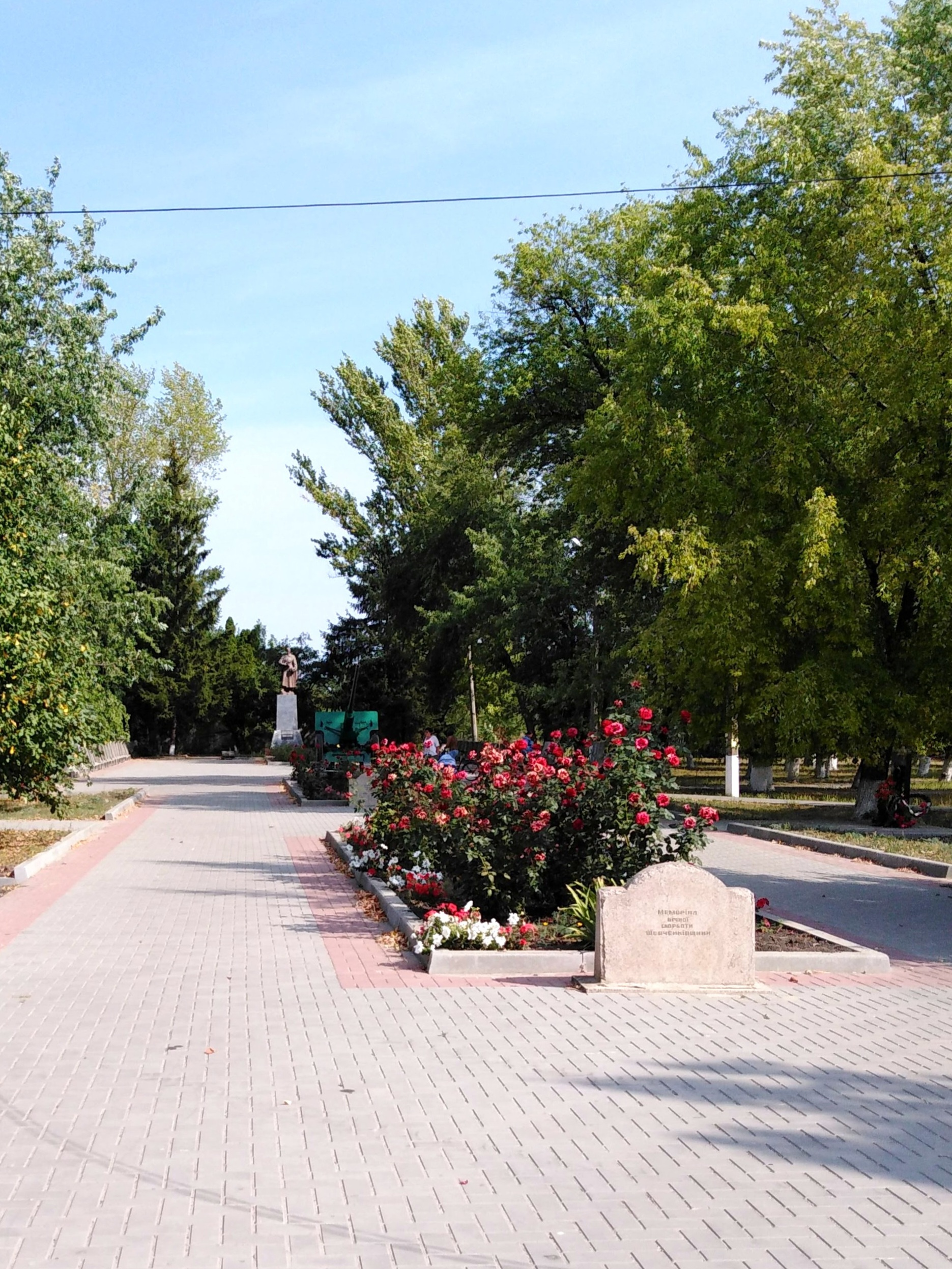
Меморіал Слави
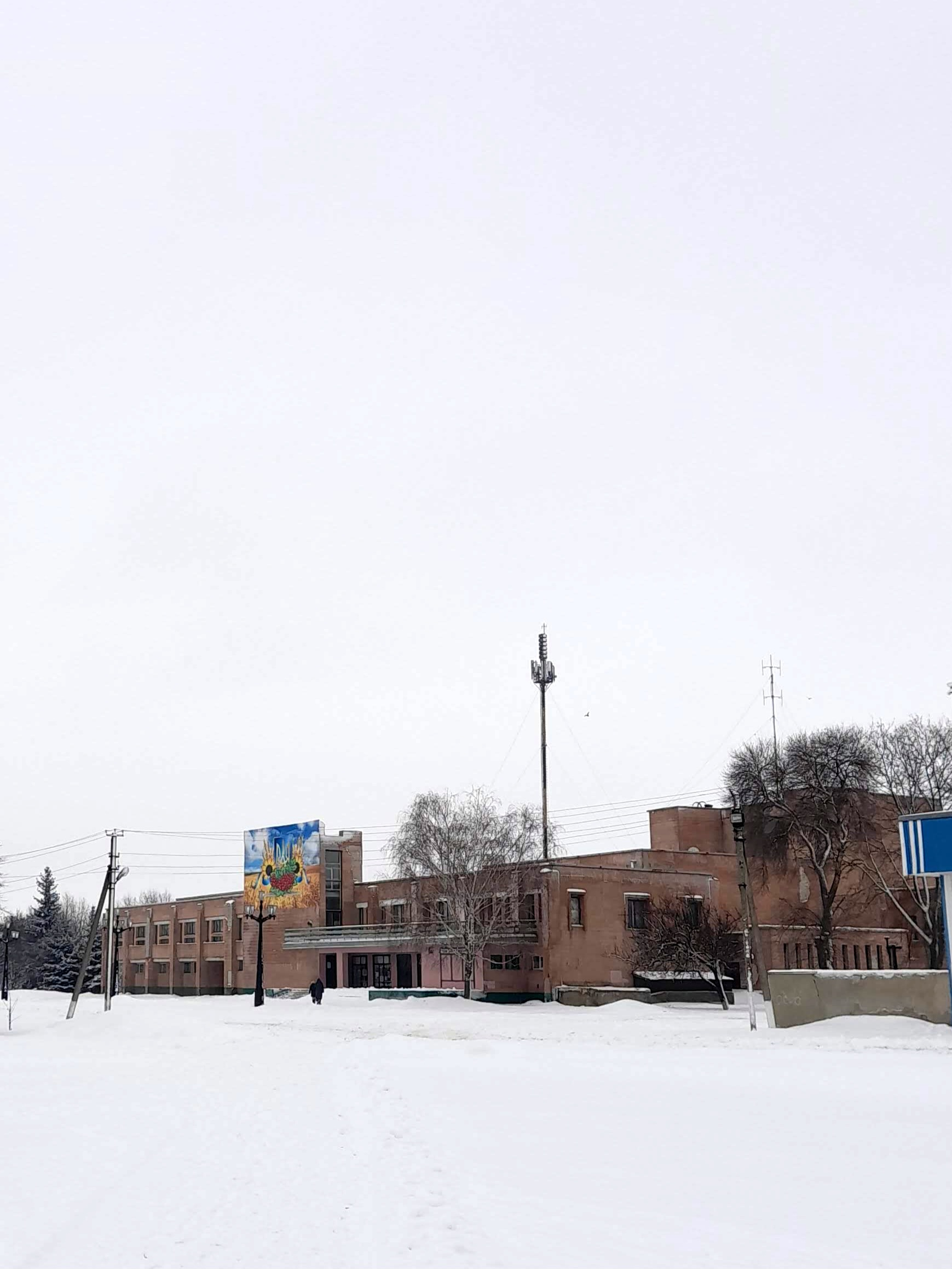
Будинок культури
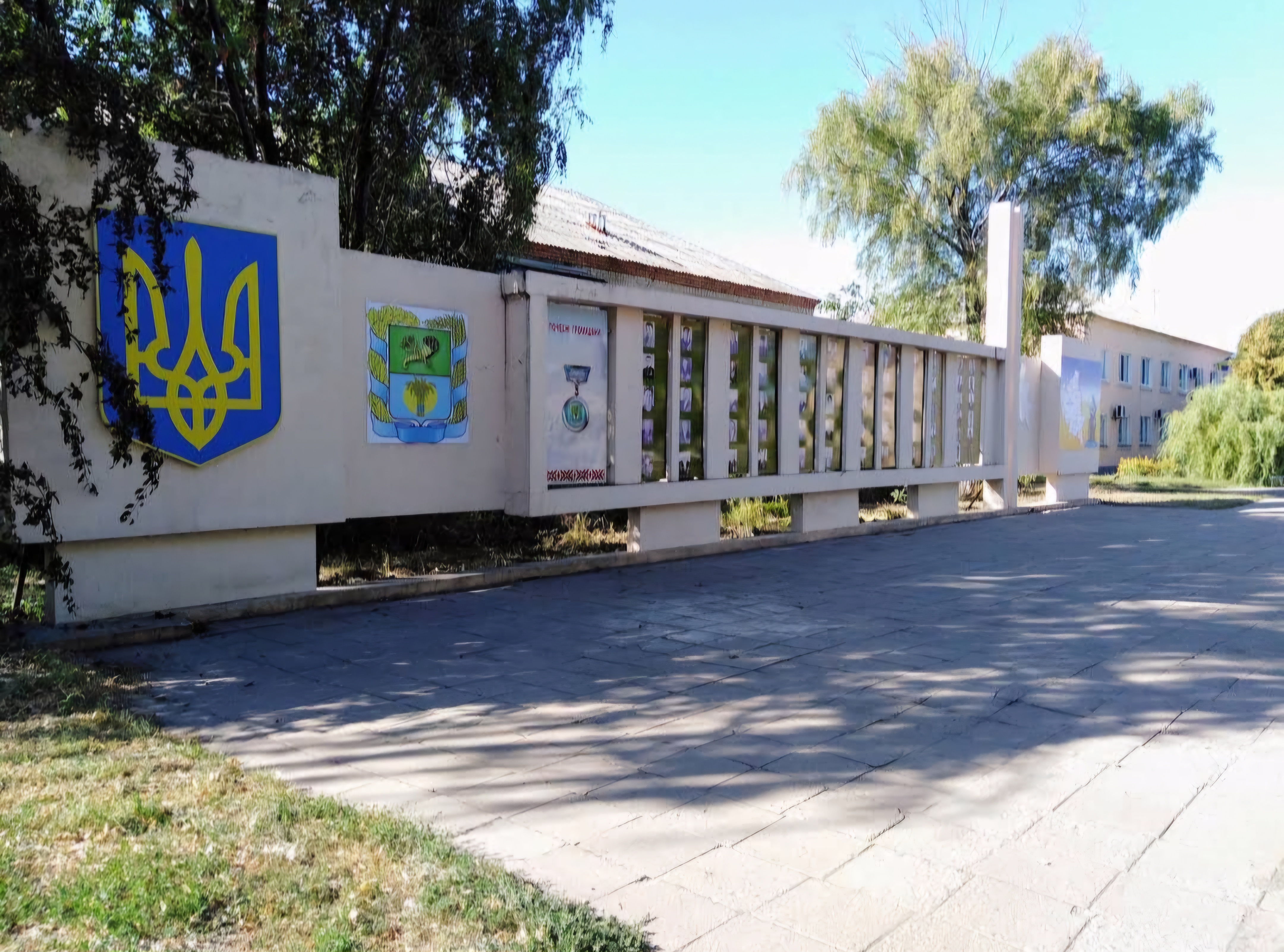
Стелла Почесні громадяни Шевченківщини
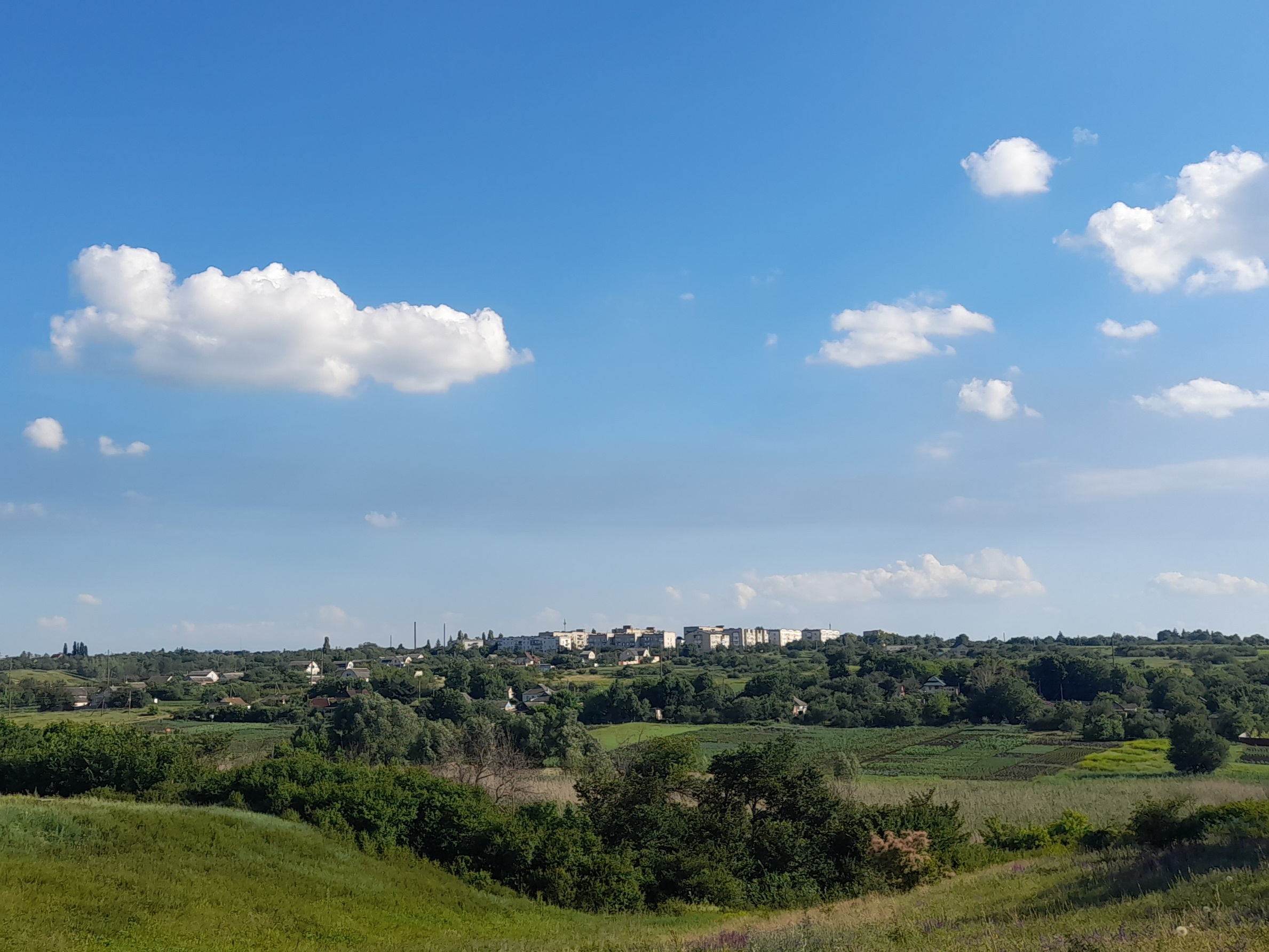
Вид на мікрорайон П'ятихатки з с. Зорянське

## Відомі особи
- Безменов Василь Іванович (1914—1943) — Герой Радянського Союзу.
- Биков Олександр Михайлович (1922—1980) — кавалер трьох орденів Слави.
- Підлипняк Ісак Митрофанович (1913—1993) — Герой Соціалістичної Праці.
- Гунько Віталій Тимофійович (1937—1994) — почесний громадянин Шевченківщини, член Союзу письменників України.
- Булига Андрій Михайлович — почесний громадянин Шевченківщини, історик-краєзнавець. Зник перед звільненням Шевченківщини від російських окупантів 6 вересня 2022 року.
- Днищенко Любов Іванівна (нар. 1936) — заслужений працівник сільського господарства, почесний громадянин Шевченківського району.
- Сеїн Віталій Якович — почесний громадянин Шевченківщини, колишній голова райвиконкому.
- Матяж Борис Якович (1936, Харків — 2008, Шевченкове) — заслужений працівник сільського господарства, почесний громадянин району; навчався в школі Кравцівки, закінчив Куп'янський сільськогосподарський технікум і Ленінградський сільськогосподарський інститут; протягом 47 років працював агрономом у районі.
- Кубрак Іван Васильович (1925—2007) — почесний громадянин Шевченківщини, ветеран війни.
- Борисенко Василь Мойсейович — почесний громадянин Шевченківщини, заслужений ветеран України, ветеран війни.
- Бондаренко Олександр Михайлович — автор герба селища.
- Ковшар Дмитро Сергійович (1993—2015) — солдат Збройних сил України, учасник російсько-української війни.